# Лабентник
Лабентник (пол. Łabętnik) — село в Польщі, у гміні Барглув-Косьцельний Августівського повіту Підляського воєводства.
Населення — 198 осіб (2011).
У 1975-1998 роках село належало до Сувальського воєводства.

## Демографія
Демографічна структура станом на 31 березня 2011 року:
|          | Загалом | Допрацездатний вік | Працездатний вік | Постпрацездатний вік |
| -------- | ------- | ------------------ | ---------------- | -------------------- |
| Чоловіки | 98      | 24                 | 62               | 12                   |
| Жінки    | 100     | 28                 | 44               | 28                   |
| Разом    | 198     | 52                 | 106              | 40                   |